# Spizella
Spizella is een geslacht van vogels uit de familie gorzen (Emberizidae). Het geslacht telt 7 soorten.

## Soorten
- Spizella atrogularis – Zwartkingors
- Spizella breweri – Brewers gors
- Spizella pallida – Bleke gors
- Spizella passerina – Musgors
- Spizella pusilla – Veldgors
- Spizella wortheni – Mexicaanse veldgors